# Práxedes Gil-Orozco Bastidas
Práxedes Gil-Orozco Bastidas (n. Requena, provincia de Valencia, España, 21 de julio de 1857 † Requena, 3 de diciembre de 1916) fue un guitarrista, compositor, abogado, periodista y contable español.

## Biografía
Nació en el Barrio de la Villa de Requena el día 21 de julio del año 1857.
Ya desde muy joven comenzó a sentir una gran pasión por el mundo de la música, ya que se dedicaba a escuchar a escondidas las clases de guitarra que recibía en casa su hermano mayor, Jacinto.
Realizó sus estudios secundarios en el Instituto Libre de Segunda Enseñanza de su población, para posteriormente en 1874 ponerse a estudiar la carrera de Derecho por la Universidad de Valencia (UV). Allí tuvo sus primeras andaduras en la música tras poder recibir clases de guitarra del afamado profesor Francisco Rocamora. También tuvo la oportunidad de conocer a los famosos guitarristas, Francisco Tárrega, José Martínez Toboso y Severino García Fortea, con los cuales desde entonces ya pasaría a mantener una amistad que le duró de por vida.
Durante varios años decidió vivir en la ciudad de Valencia para seguir ampliando sus conocimientos musicales, mientras que para ir ganándose la vida tuvo que compaginar sus estudios con un trabajo como oficial de contabilidad en la gerencia de una compañía de ferrocarriles.
En esa época pudo adquirir una guitarra alta de once cuerdas construida por el conocido "Padre de la guitarra" Antonio de Torres, la cual llegó a estudiar en profundidad.
Finalmente a principio de 1888, decidió dimitir de su trabajo como oficial de contabilidad en la compañía de ferrocarriles y pasó a formar un dúo artístico con su amigo José Martínez Toboso. Ambos hicieron su primer concierto juntos en un salón valenciano a finales de enero de ese mismo año y ese tiempo Práxedes Gil-Orozco empezó a recibir más clases, pero esta vez a manos de su también amigo Francisco Tárrega, quien se mudó a Valencia.
A principios de 1889, junto a José Martínez Toboso decidió embarcar hacía América Latina en busca de la fama. Una vez allí ya comenzaron dando una serie de conciertos, los cuales muchos de ellos fueron muy bien documentados y acogidos por la prensa de países como Venezuela, Barbados, Trinidad y Tobago y en especial Brasil, donde en muchos de sus estados cosecharon un grandísimo éxito.
Fruto de esa triunfal gira comenzaron a tener una gran fama de nivel internacional. Tras hacerse conocidos ya decidieron continuar continuar con sus carreras musicales pero en solitario, por tanto Práxedes Gil-Orozco decidió establecerse en la ciudad brasileña de São Paulo y su compañero en Argentina.
Allí en Brasil, además su trabajo como músico, decidió emprender al mismo tiempo algunos negocios que le hicieron ganar cierta fortuna. También a partir de 1894 comenzó a colaborar en la fundación del diario paulista “La Iberia”, que era un periódico semanal escrito en idioma castellano para la colonia española en São Paulo. Dentro de este periódico estuvo ejerciendo como redactor hasta 1902, donde colaboró con una serie de artículos de fuerte contenido patriótico, así como en colectas para el voluntariado de la guerra de Cuba o en la creación de la Sociedad Española de Beneficencia de São Paulo. Al mismo tiempo, se hizo socio fundador del “Orfeón Español” en la ciudad.
En el año 1899 a causa del fallecimiento de su hermana Concepción, regresó a su tierra natal. Allí en Requena se quedó hasta mediados de 1901 y durante esos casi dos años publicó algunas colaboraciones en periódicos locales, celebró dos memorables conciertos junto a sus compañeros Francisco Tárrega y José Martínez Toboso, y contrajo matrimonio con María García Carcasona, que huérfana acogida en casa de sus padres desde la infancia.
Al regresar a Brasil, ya con su esposa, reanudó su actividad empresarial y en el periódico “La Iberia”.
En 1902 sufrió un accidente gravísimo tras caerle un cable de tranvía en la cabeza, por lo que tuvo que abandonar su actividad. Un año más tarde nace en São Paulo su único hijo, Práxedes.
A pesar de su grave accidente, en 1904 aún ofreció un concierto, pero en 1907 quizás porque su salud estaba cada vez más deteriorada, junto a su mujer e hijo decidió regresar a España, fijando su residencia en su natal Barrio de la Villa de Requena. 
Aunque su salud cada vez se iba resintiendo más, él guiado de su gran pasión por la guitarra siguió dando algunos conciertos ocasionales para sus paisanos, incluso media para que lleguen a la población algunos de los más afamados músicos del momento, escribía artículos apasionados sobre estas actuaciones en la prensa local como provincial y trabajó durante un breve periodo como oficial de secretaría en el ayuntamiento.
Finalmente, Práxedes Gil-Orozco falleció el día 3 de diciembre del año 1916 en Requena. Fue despedido en duelo multitudinario por sus paisanos y enterrado en el cementerio de la localidad.

## Reconocimientos
- Compositor ocasional, su amigo Daniel Fortea, en su famosa biblioteca, editó tres obras para guitarra que siguen estando a la venta en su catálogo: el vals “Recuerdo de Pernambuco”, una mazurca titulada “María” y una “Gavota”.
- Su guitarra de once cuerdas no se ha conservado, pero entre los recuerdos que guardan sus nietos se encuentra una guitarra de seis cuerdas, que él llamaba “la de concierto”, construida por Vicente Arias Castellanos en 1895.
- El Ayuntamiento requenense le dedicó una céntrica vía de la ciudad, perpendicular a la Avenida de Arrabal, con el nombre de “Calle del Concertista Gil-Orozco”.